# إدواردو ريستريبو ساينز
إدواردو ريستريبو ساينز (بالإسبانية: Eduardo Restrepo Sáenz)‏ هو مؤرخ ومحامي ودبلوماسي كولومبي، ولد في 5 أغسطس 1886 في بوغوتا في كولومبيا، وتوفي بنفس المكان في 17 أكتوبر 1955.